# C-Station
C-Station (シーステイション株式会社, Shī Suteishon kabushiki kaisha) est un studio d'animation japonaise fondé en août 2009. Originellement une filiale du studio Bee Train, agissant comme un sous-traitant pour d'autres studios, il s'en sépare en 2012.

## Historique
Le studio est fondé en 2009 comme une filiale de Bee Train. Il est dirigé par Ryoji Maru, un ex-producteur et directeur de production de cette même entreprise. De 2009 à 2012, il réalise certaines tâches (cinématographie, key frames, interpolation) pour d'autres studios d'animation, et assiste la production de certaines séries.
En 2012, C-Station devient indépendant. Sa toute première série, une adaptation en anime de la série de light novels Seikoku no Dragonar, est annoncée en 2013 et diffusée en 2014. La même année, le studio produit plusieurs courts épisodes animés pour la série Akame ga Kill!, adaptée par White Fox.

## Production

### Série télévisée
- Seikoku no Dragonar (12 épisodes, avril à juin 2014)
- Akame ga Kill! (collaboration avec White Fox, 24 épisodes, juillet à décembre 2014)
- Girl Friend Beta (en) (collaboration avec Silver Link, 12 épisodes, octobre à décembre 2014)
- Star-Myu (en) (12 épisodes, octobre à décembre 2015)
- Yuru Camp (12 épisodes, janvier à mars 2018)
- Hakyū Hōshin Engi (23 épisodes, depuis janvier 2018)